# Bundeswehrkampfmesser
Das Bundeswehrkampfmesser ist das ehemalige Standardmesser der deutschen Bundeswehr und wurde ab 1968 an die Truppe ausgegeben. Ab 2003 führte die Bundeswehr das KM 2000 von der Firma Eickhorn als Nachfolgemodell ein.

## Begriff
Die Bezeichnung Kampfmesser wurde bei der Bundeswehr nicht offiziell verwendet, dort war die Bezeichnung Feldmesser gebräuchlich, da es allgemein eher als Mehrzweckmesser für Alltagsarbeiten, und weniger für die Verwendung als Blankwaffe (also für Stich und Schnitt im Nahkampf) ausgelegt war. Die Bezeichnung als Kampfmesser wird deswegen auch hauptsächlich außerhalb der Truppe verwendet, vor allem seit der Einführung des KM 2000, das diese Bezeichnung ja offiziell im Namen führt.

## Beschreibung
Der Klingenrücken ist 4 mm stark, das Klingen-Profil und die Scheide ähneln dem HJ-Fahrtenmesser. Die Klingenlänge beträgt 14,5, die Gesamtlänge 26,5 cm. Das Messer hat ein deutlich fühlbares Gewicht. Die Scheide ist eng und sichert das Messer gegen unbeabsichtigtes Herausrutschen. Ein Federmechanismus in der Scheide hält die Klinge fest. Die Sicherung erfolgt durch einen Knopfverschluss, welcher schwergängig ist, dafür aber funktionssicher, ein Metallstift geht hier in ein Loch in der Lederschlaufe, die über ihn gezogen wird. Der Griff ist aus olivgrünem Kunststoff und mit einer Schlitzschraube und einer Hohlschlitz-Schraube an der Klinge befestigt.
Ein Parierelement verhindert das Abrutschen der Hand auf die Klinge. Die Hülle der alten Bundeswehrmesser ist aus lackiertem Aluminium. Außerdem wurde für die Schlaufe und Gürtelaufhängung dickes Leder verwendet. Nach der damaligen Technischen Lieferbedingung (TL) der Bundeswehr ist das Messer in seine Komponenten zerlegbar.

## Gravur
Das Datum der Herstellung ist mit den letzten beiden Ziffern des jeweiligen Jahres auf der Fehlschärfe der Klinge eingraviert. Die drei Zeichen davor, lateinische Buchstaben, verweisen auf den jeweiligen Hersteller.

## Hersteller
Dabei stehen folgende Kürzel für folgenden Hersteller:
- WKC – Weyersberg, Kirschbaum & Cie mit ihrem Markenlogo, ein Ritterhelm
- OFW – Otto Förster, Witzhelden, lieferte auch Feldessbestecke und Klappspaten
- FKS – Friedrich Koch, Solingen.
- HSK – Hans Schulze, Koblenz
- WMF – Württembergische Metallwarenfabrik
- AES – A. Eickhorn, Solingen
- Robert Klaas – Robert Klaas

## Messer von Olivetti
Der italienische Hersteller Olivetti stellte die Messer mit Seriennummer aber ohne Kennzeichnung des Herstellers her. Der Messerverkäufer Herbertz fand einige dieser Messer in seinen Lagerbeständen, fügte eine Scheide hinzu und verkaufte sie zivil. Die Messer weisen außerdem einen aufgeklebten Bundesadler mit Deutschlandfarben an der Hülle auf, sonst sind sie jedoch die gleichen wie ihre Artgenossen, die an die Bundeswehr ausgegeben wurden.

## Ehemalige Nutzerstaaten
Deutschland, Bundeswehr